# Пугачовський
Пугачо́вський (рос. Пугачёвский) — селище у складі Оренбурзького району Оренбурзької області, Росія.

## Населення
Населення — 836 осіб (2010; 907 у 2002).
Національний склад (станом на 2002 рік):
- росіяни — 44 %
- казахи — 42 %